# Hermodice ohnivá
Hermodice ohnivá (Hermodice carunculata) je mořský mnohoštětinatec z čeledi Amphinomidae, jehož přirozenou oblastí výskytu jsou tropické oblasti Atlantského oceánu a Středozemní moře. Je jedovatý a setkání s ním může vést k nepříjemným zdravotním komplikacím, v žurnalistice bývá proto parafrázováno cizojazyčné označení tvora jako ohnivý červ.

## Popis

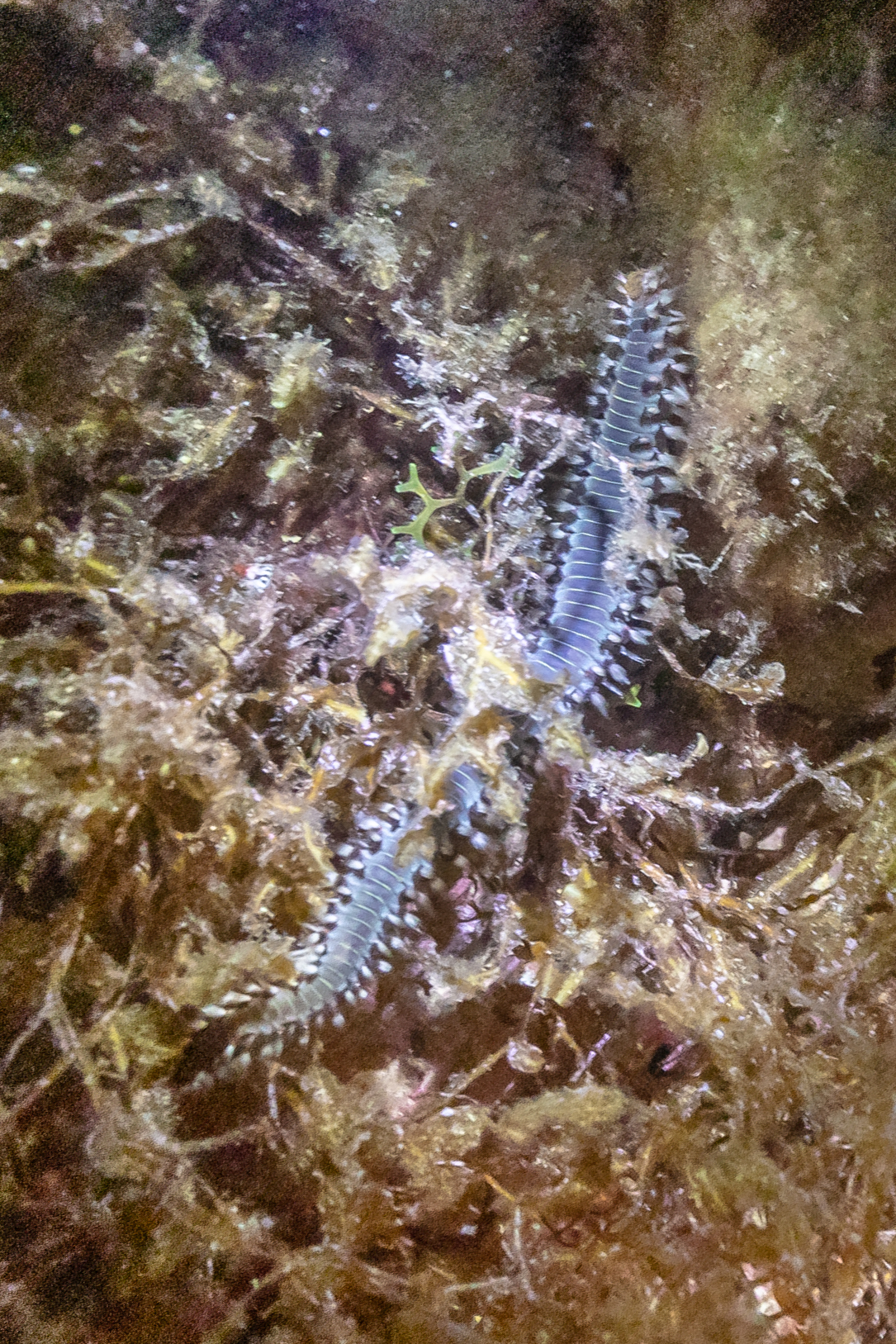
Hermodice ohnivá

Mnohoštětinatec hermodice ohnivá připomíná hojně ochlupenou housenku motýla či poněkud protáhlou stonožku. Obvykle bývá 15 cm dlouhý, může však dosáhnout až dvojnásobné délky. Tělo sestává ze 60 až 107 shodných článků, oddělených tenkou bílou linií a chráněných kutikulou. Každý článek je vybaven párem primitivních nožek, tzv. parapodií, chomáčem štětin a párem bilaterálně postavených žaber. Přední část živočicha je rozeznatelná díky malým výrůstkům se smyslovou funkcí, zv. karunkula, zvláštním typem pro kroužkovce typického hmatového prstíku. Karunkuly mají stejnou barvu jako žábry prvních čtyř článků. Barva hermodice ohnivé je různá, od červenavé a žlutavé přes zelenavou, šedavou až bílou s perlovým leskem.

## Výskyt a prostředí

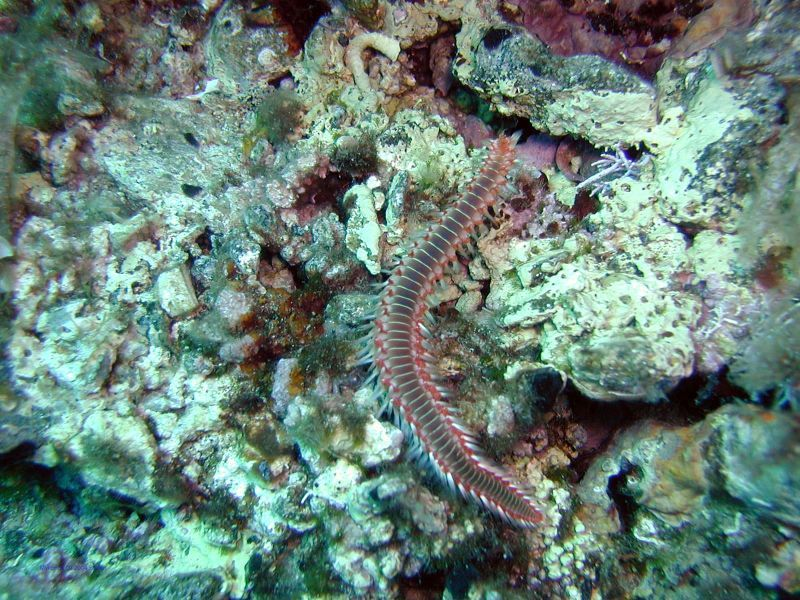
Hermodice ohnivá jižně od Mykonu

Hermodice ohnivá se vyskytuje v tropických a subtropických vodách Atlantského oceánu. Holotypním exemplářem je jedinec z pobřeží karibského ostrova Antigua. Na východě zasahuje rozšíření od pobřeží Alžírska po Libérii, v severní části Středozemí po břehy Jaderského moře, na západě od jihovýchodního pobřeží USA po Guyanu, včetně Mexického zálivu, a Karibského moře. Obývá širokou škálu prostředí: skaliska, korálové útesy, písčitá i bahnitá mořská dna, porosty mořských řas, lze jej nalézt na plovoucím dřevě i v přístavních docích, od mělčin do čtyřicetimetrové hloubky. Udává se, že mu vyhovuje teplota vody od 18 do 26 °C.

## Rozmnožování a potrava
Mnohoštětinatci rodu Hermodice jsou hermafroditi a všežravci. Jsou aktivní lovci hvězdic a ježovek, napadají korály a sasanky, ale nepohrdnou ani mršinou. Protože nezřídka hodují na rybách uvízlých v sítích, mohou být spolu s rybářskými sítěmi dovlečeni do přístavu, kde posléze mohou obtěžovat plavce, jako se tomu stalo roku 2019 v Chorvatsku.

## Přirození nepřátelé, nemoci

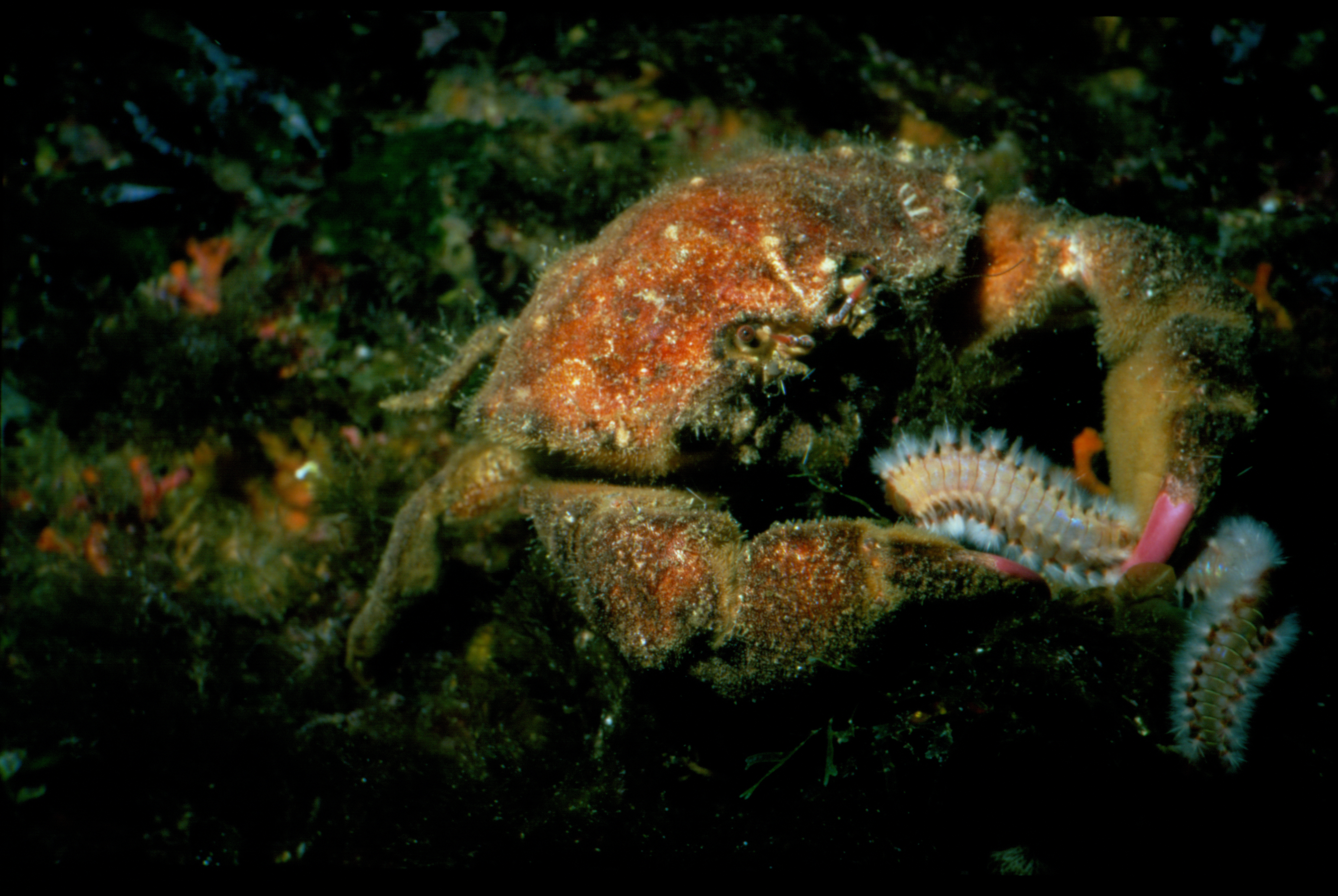
Krabem požíraný mnohoštětinatec rodu Hermodice

Navzdory své jedovatosti má hermodice ohnivá i své přirozené nepřátele, k nimž se řádí především krabi čeledí Dromidae a Pilumnidae, a někteří měkkýši čeledi Conidae, především homolice Conus cedonulli, úhlavní nepřítel tohoto mnohoštětinatce v kolumbijských vodách, a Conus reguis.
Při požírání korálů mohou hermodice působit jako přenašeči bakterie Vibrio shiloi, jíž se přičítá podíl na bělení korálů. Bakterie potřebuje teplotu vody nad 20 °C, nižší teploty dokáže však přečkat v neaktivním stadiu v kůži mnohoštětinatce.

## Taxonomické proměny uvnitř roduHermodice
Původní název druhu byl Aphrodita carunculata Pallas, 1766, později se švédský zoolog Johan Gustaf Hjalmar Kinberg zasadil o změnu názvu rodu na Hermodice, k němuž bylo řazeno až osm druhů. Rodové označení Aphrodita, resp. Aphrodite, zůstalo platné pro skupinu mnohoštětinatců, mezi něž patří i evropská afroditka plstnatá. Počet uznávaných druhů rodu Hermodice se ve 20. století snížil na jediný. Studie z roku 2011, publikovaná ve španělském vědeckém periodiku, po důkladném morfologickém průzkumu rodu Hermodice namítala, že východní a západní populace nejsou ve skutečnosti členy jednoho druhu. Zatímco západní populaci mělo zůstat dle nomenklaturních pravidel jméno z r. 1766, navrhli autoři studie pro východní populaci staronové pojmenování, Hermodice nigrolineata Baird, 1870. Rozlišovacím znakem byl vedle areálu výskytu a odlišného tvaru zadečkového článku mj. vždy přítomný černý hřbetní pruh u východní populace. Molekulární analýza však nutnost takového dělení popřela.